# しゅりんぷ池田
しゅりんぷ池田（しゅりんぷいけだ、本名：池田 佳睦（いけだ よしちか）、1965年7月3日 - ）は香川県東かがわ市（旧：大川郡白鳥町）出身のフリーエディター・ライター。血液型はO型。早稲田大学卒業。

## 人物
- 香川県立高松高校、早稲田大学政経学部卒業
- 1989年 赤羽のカルビーに入社
- 1990年 宣伝部と商品部に配属、『プロ野球チップス』を担当
- 1993年 『Jリーグチップス』が大ヒット
- 1995年2月 エポック社に移籍、数々のトレーディングカードやスポーツフィギュアをプロデュース。カードショップチェーン『ミント』の立ち上げにも参加。
- 1999年8月 『有限会社 WILD&HONEY』を設立し独立、水道橋にカードショップを開設
- 2000年5月 同カードショップを閉店、フリーに
- 2001年 『WILD&HONEY』を清算、現在はベースボールマガジン社のカードの編集に関わりながらカード文化の普及に務める

## 主な寄稿
- 週刊ベースボール
- スポーツカードマガジン

## 出演番組
- プロ野球ここだけの話（フジテレビONE、2009年11月30日,＃2）